# Chiesa dei Santi Alberto e Siro
La chiesa dei Santi Alberto e Siro è la parrocchiale di Castelletto di Branduzzo, in provincia di Pavia e diocesi di Tortona; fa parte del vicariato di Casteggio.

## Storia
La prima citazione di una chiesa a Castelletto, dedicata a sant'Antonino, è contenuta in una lettera pontificia datata 30 agosto 1539 nella quale si legge che il curato don Giovanni Battista Castiglione si era dimesso e che al suo posto era stato nominato don Giacomo Antonio Martinelli.
Una nuova menzione risale al 25 novembre 1565; la chiesa nel 1576 risultava versare in pessime condizioni, per poi venir completamente ricostruita nel 1653 per interessamento di don Codazza e ridedicata ai santi Siro e Alberto.
Già compresa nella diocesi di Pavia, nel 1805 la chiesa entrò a far parte di quella di Casale, mentre nel 1817 venne aggregata a quella di Tortona.
Dallo Stato diocesi di Tortona del 1820 si legge che i fedeli ammontavano a 1213, mentre negli atti relativi al sinodo del 1843 si legge che la parrocchia era inserita nel vicariato di Cervesina.
Nel 1859 la chiesa fu interessata da un intervento di rifacimento, in occasione del quale si provvide ad edificare il catino absidale e le navate laterali e ad ampliare l'aula, prolungandola di due campate.
Alcuni decenni dopo, nel 1891, il vescovo Igino Bandi, compiendo la sua visita pastorale, annotò che il giuspatronato apparteneva ai marchesi Castiglione e che i parrocchiani ammontavano a 2000; nel 1914 la parrocchia diventò di libera collazione.

## Descrizione

### Esterno
La facciata a salienti della chiesa, che guarda a occidente, si compone di un corpo centrale scandito ai lati da due coppie di lesene binate poggianti su alti basamenti e sorreggenti il timpano triangolare e caratterizzato dal portale maggiore e da una finestra semicircolare, e di due ali laterali che presentano gli ingressi secondari e due lunette.
Annesso alla parrocchiale è il campanile a base quadrata, caratterizzato da lesene angolari; la cella presenta una monofora per lato ed è coronata dal tamburo su cui si erge la copertura piramidale.

### Interno
L'interno dell'edificio, abbellito da diversi affreschi, è suddiviso da pilastri in tre navate, la centrale delle quali è coperta da volta a botte e le laterali, su cui si affacciano le cappelle, da volte a vela; al termine dell'aula si sviluppa il presbiterio, leggermente rialzato e chiuso dall'abside.